# 河李湾遗址
河李湾遗址是位于武汉黄陂城区以西约10公里处河李湾的一处古文化遗址。遗址位于一处二级台地，在龙兴河之东，占地3万多平方米，文化层1.5米。出土有细长的鼎类器物，包括粗夹砂红褐陶釜形鼎足、细夹砂红褐陶圆锥形鼎足、细夹砂灰白陶扁形鼎足，等等。还出土了石斧、石铲、夹砂灰陶纺轮等。现为区级文物保护单位。